# 더치 롤

더치 롤(Dutch roll)은 수평 방향의 동안정 특성을 알기 위한 것으로 파일럿이 고의로 더치 롤을 일으키게 하여 안정된 비행 상태로 돌아올 때까지의 감쇠 특성을 조사하는 비행 시험을 수행하기도 한다.  많은 제트기는 더치 롤을 방지하는 요 덤퍼를 장착하고 있지만, 이 경우에는 요 덤퍼를 온 및 오프로 한 상태의 조건으로 테스트를 한다.  순항 형태로 실속 속도의 1.4배의 비행 속도에서 트림된 대형 수송기로 천천히 방향타를 움직여 더치 롤을 일으키면, 결과적으로 발생하는 기체의 진동, 즉 옆미끄러짐과 롤은 시간 경과와 함께 감쇠한다.  이 경우는 요 덤퍼 오프의 조건으로 약 10초의 주기로 잘 감쇠하면서, 약 5사이클 후에 완전하게 감쇠한다.  한편, 요 덤퍼 온의 경우는 방향타가 중립 위치에 돌아와서 요 덤퍼가 동작하기 시작하여 그 다음은 지극히 양호하게 감쇠하면서 1.5사이클(10초의 주기)로 옆미끄러짐이 완전하게 감쇠하게 된다.